# Centro storico di Cracovia
Il centro storico è il distretto centrale di Cracovia ed il migliore esempio di città vecchia della Polonia, di cui Cracovia era la capitale storica. Oggi è una delle zone antiche più famose della Polonia ed è stata il centro della vita politica della Polonia dal 1038 fino a quando il re Sigismondo III Vasa trasferì la sua corte a Varsavia nel 1596.
L'intero centro storico medievale è considerato patrimonio dell'umanità dall'UNESCO. La città vecchia è anche uno dei monumenti storici nazionali ufficiali della Polonia (Pomnik historii), designato il 16 settembre 1994 e monitorato dal National Heritage Board della Polonia.
La Città Vecchia è conosciuta in polacco come Stare Miasto. Fa parte del primo distretto amministrativo della città, anche se copre un'area più ampia rispetto alla Città Vecchia stessa.
La Cracovia medievale era circondata da un muro difensivo di 3 km completo di 46 torri e sette ingressi principali. Le fortificazioni intorno alla Città Vecchia furono erette nel corso di due secoli. L'attuale piano architettonico di Stare Miasto – la città dei mercanti del XIII secolo – fu redatto nel 1257 dopo la distruzione della città durante le invasioni tartare del 1241, seguite dalle incursioni del 1259 e respinte nel 1287. Nelle sue vicinanze si trovano numerosi monumenti storici, come il Rynek Główny (che è la più grande piazza medievale dell'Europa) e numerose chiese tra cui la basilica di Santa Maria (Kościół Mariacki), la chiesa di Sant'Adalberto, la chiesa dei Santi Pietro e Paolo ed altri tesori, come il rinascimentale salone dei tessuti Sukiennice (attualmente sede di negozi di souvenir, ristoranti e bancarelle di mercanti) ed il Museo nazionale di Cracovia, il municipio a torre (Wieża ratuszowa), il Barbacane (una torre difensiva che un tempo faceva parte delle mura, nei pressi della porta di San Floriano) e il castello del Wawel, ex sede del regno polacco che si affaccia sulla Vistola. L'intero quartiere è diviso in due dalla Strada Reale, la via dell'incoronazione percorsa dai re di Polonia.
Una delle sedi del museo Nazionale, il museo Czartoryski, ospita la celeberrima Dama con l'ermellino di Leonardo da Vinci.